# Universidad de Holguín
La Universidad de Holguín (UHo) es una institución de educación superior pública cubana ubicada en la ciudad de Holguín, capital de la provincia homónima. Fundada en 1968, es uno de los principales centros universitarios del país fuera de La Habana, con una fuerte vocación científica, tecnológica y de formación profesional en múltiples áreas del conocimiento.

## Historia
Como parte del territorio de la antigua provincia de Oriente, Holguín albergó históricas aspiraciones de contar con una universidad propia. La primera manifestación concreta de ese anhelo ocurrió en 1956 con la creación de la denominada Universidad del Norte de Oriente, una institución de corta duración que careció de reconocimiento académico oficial y cuyas operaciones estuvieron marcadas por intereses políticos de la época.
Durante las décadas de 1960 y principios de 1970, se evidencian los primeros esfuerzos formales del proceso de universalización de la enseñanza superior en el país, mediante la creación de unidades docentes y filiales universitarias. En el caso de Holguín, la enseñanza universitaria comenzó a consolidarse en 1968 con la apertura de carreras pedagógicas adscritas a la Facultad de Ciencias Pedagógicas de la Universidad de Oriente. Un año más tarde, se introdujo la carrera de Licenciatura en Economía, mediante Planes de Nivelación dirigidos a trabajadores.
A finales de 1972 se creó oficialmente la Filial Universitaria de la Universidad de Oriente en Holguín, lo que sentó las bases para la aplicación de la ciencia y la formación profesional en sectores priorizados del territorio, como la salud, la educación, la industria sideromecánica, la agricultura, y las ciencias sociales y jurídicas, incluyendo el periodismo y el derecho.
En esta etapa inicial se promovieron encuentros con especialistas locales —pedagogos, ingenieros, médicos, periodistas y juristas— con el propósito de conformar un claustro de profesores adjuntos que facilitara el desarrollo académico de las nuevas carreras. Asimismo, se impulsó la formación de doctores en Ciencias Pedagógicas en la Unión Soviética, y se fortalecieron programas para graduar profesionales en pedagogía y preparar el claustro básico en la carrera de Medicina.
Se crearon entonces unidades docentes en las regiones de Holguín y Las Tunas, dependientes de la filial universitaria, lo que favoreció la extensión de la educación superior en el oriente cubano. A raíz de esa experiencia, se elaboró un documento normativo con los requisitos para la creación de filiales y unidades docentes, el cual fue aprobado por el Consejo Nacional de Universidades y más tarde aplicado como modelo a nivel nacional.
Durante las décadas de 1980 y 1990, la UHo se consolidó como una de las universidades más importantes del interior de Cuba, con énfasis en la formación de ingenieros, profesores, economistas, especialistas en ciencias sociales y en tecnologías de la información. En 1994, fue nombrada Universidad de Holguín "Oscar Lucero Moya", en honor a un joven revolucionario holguinero asesinado durante la lucha clandestina contra la dictadura de Fulgencio Batista.

## Actualidad
En septiembre de 2015, a raíz del proceso de integración universitaria en la provincia de Holguín, surge la actual Universidad de Holguín, como resultado de la fusión de tres instituciones previas: la Universidad de Holguín "Oscar Lucero Moya", la Universidad de Ciencias Pedagógicas "José de la Luz y Caballero", y la Facultad de Cultura Física "Manuel Fajardo". Esta nueva universidad quedó conformada por cuatro sedes principales, diez Centros Universitarios Municipales (CUM) y tres filiales universitarias.
Actualmente, la Universidad de Holguín ofrece 47 carreras en diferentes modalidades de estudio, distribuidas en ocho facultades, las cuales responden a las necesidades de desarrollo socioeconómico de la provincia y de otras regiones del país. En el ámbito del posgrado, la institución dispone de 19 programas de maestría (14 de ellos acreditados y cuatro con la categoría de excelencia), tres especialidades de posgrado y un programa de doctorado, todos orientados a la superación profesional continua.
La Universidad cuenta además con siete Centros de Estudio, los cuales, junto con los departamentos docentes, desarrollan investigaciones que generan más de 70 resultados científicos anuales. Entre estos centros destaca el Centro de Estudios CAD/CAM, adscrito a la Facultad de Ingeniería, con más de 30 años de experiencia en diseño y fabricación asistidos por computadoras. Entre sus contribuciones tecnológicas se incluyen investigaciones aplicadas a la construcción de viviendas y protección de cubiertas ligeras, basadas en mediciones del impacto de los vientos asociados a fenómenos meteorológicos intensos.
Una línea de trabajo significativa del centro está vinculada con el Centro para la Investigación y Rehabilitación de las Ataxias Hereditarias (CIRAH), mediante el diseño y producción de dispositivos de apoyo (como sillas de ruedas y bastones) destinados a personas que padecen enfermedades neurodegenerativas, contribuyendo así de forma concreta al bienestar social desde la ciencia y la tecnología.

## Campus

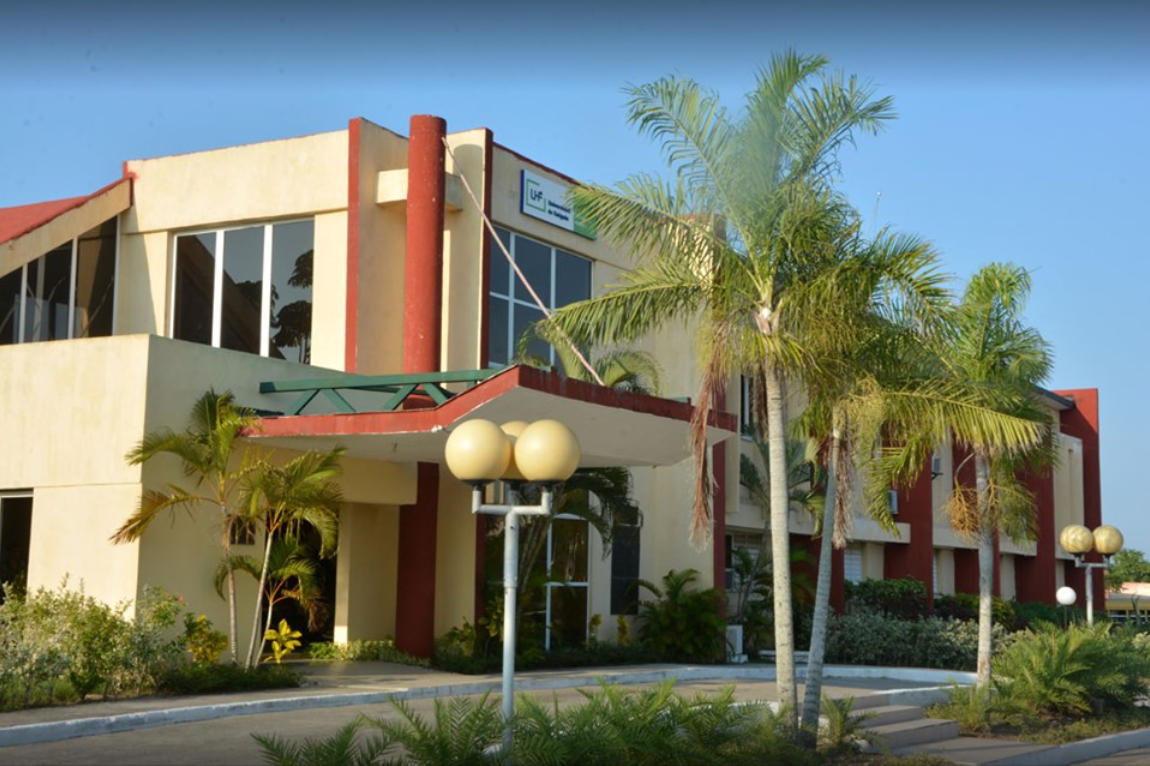
Sede Celia Sánchez Manduley

La universidad cuenta con cuatro sedes principales en la ciudad de Holguín:
- Sede "Oscar Lucero Moya": Principal centro administrativo y académico, donde se encuentran las carreras de ingeniería, economía, ciencias sociales y jurídicas.
- Sede "José de la Luz y Caballero": Ubicada en el área del antiguo Instituto Pedagógico, acoge fundamentalmente las carreras relacionadas con las ciencias pedagógicas y humanidades.
- Sede ''Celia Sánchez Manduley'': Acoge las carreras relacionadas con Ciencias sociales y comunicación
- Sede ''Manuel Fajardo'': Aquí se estudian las carreras relacionadas con la cultura física.

Además, la universidad tiene 10 centros universitarios municipales (CUM) en varias localidades de la provincia, como Banes, Mayarí, Moa y Gibara, donde se imparte docencia de pregrado y se facilita la educación a distancia.
Esta institución certificada, oferta estudios superiores de doctorado en cinco áreas, a través de 4 especialidades de postgrado y 20 maestrías que responden a la formación de profesionales cubanos y de otros países:
- Pedagogía
- Ciencias Técnicas (Ingeniería Industrial)
- Ciencias Técnicas (Ingeniería Mecánica)
- Cultura Física
- Administración, Economía de Empresa y Ciencias Contables

## Facultades
| Facultad                           | Decano                             | Carreras |
| ---------------------------------- | ---------------------------------- | --- |
| Ciencias Económicas                | Dr. C. Félix Díaz Pompa            | Ingeniería Industrial Licenciatura en Turismo Licenciatura en Economía Licenciatura en Contabilidad y Finanzas Licenciatura en Educación Economía |
| Ciencias Sociales                  | Dr. C. Alexander Abreu Pupo        | Licenciatura en Educación Marxismo Leninismo Historia Licenciatura en Derecho Licenciatura en Historia Licenciatura en Gestión Sociocultural para el Desarrollo Licenciatura en Psicología |
| Comunicación y Letras              | Dra. C. Yohannia Ochoa Ardite      | Periodismo Comunicación Social |
| Informática Matemática             | Dr.C. Reol Zayas Batista           | Ingeniería Informática Licenciatura en Matemática Licenciatura en Ciencias de la Información Licenciatura en Educación Especialidad Matemática Licenciatura en Educación Especialidad Informática |
| Ingeniería                         | Ing. Julio Cesar Borrero Neninger  | Ingeniería Mecánica Ingeniería Civil Ingeniería Eléctrica Ingeniería Hidráulica Licenciatura en Educación Construcción Licenciatura en Educación Mecánica Licenciatura en Educación Mecanización Licenciatura en Educación Eléctrica Licenciatura en Educación Laboral                                                                                        |
| Ciencias Naturales y Agropecuarias | Dr. C. Reymundo Escobar Lorenzo    | Ingeniería en Agronomía Ingeniería en Procesos Agroindustriales Medicina Veterinaria Licenciatura en Educación Química Licenciatura en Educación Biología Licenciatura en Educación Física Licenciatura en Educación Geografía Licenciatura en Educación Biología-Química Licenciatura en Educación Biología-Geografía Licenciatura en Educación Agropecuaria |
| Ciencias de la Educación           | Dr. C. Yomaida Fernández Rodríguez | Licenciatura en Educación Especial |
| Cultura Física y Deportes          | MSc. Ricardo Rodríguez Torres      | Licenciatura en Cultura física |

## Oferta académica
La UHo ofrece una amplia gama de programas de:
- Pregrado: Más de 45 carreras universitarias en modalidades presencial, semipresencial y a distancia.
- Posgrado: Maestrías, especialidades y doctorados en áreas como educación, informática, economía, desarrollo local, ingeniería mecánica, entre otras.
- Formación continua: Cursos de capacitación, diplomados, talleres y eventos académicos.

## Investigación
La universidad desarrolla múltiples proyectos de investigación científica, muchos de ellos vinculados a la solución de problemas del desarrollo territorial y sostenible en la región oriental del país. La UHo tiene centros de investigación como:
- Centro de Estudios de Ciencias de la Educación (CECE)
- Centro de Estudios de Dirección Empresarial (CEDE)
- Centro de Estudios de Gestión Ambiental y Desarrollo Sostenible (CEGADES)

Los resultados de sus investigaciones se divulgan en revistas científicas propias y nacionales. La universidad cuenta con un sello editorial llamado Conciencia Ediciones, que publica literatura académica para la comunidad universitaria. Además, socializa el quehacer de científicos e investigadores a través de múltiples colecciones e importantes revistas: Luz, Audens, Deporvida y Tecnología Educativa.

## Profesores Honoris Causa
- Dr.C. María Dolores Ortiz

- Cosme Mario Proenza Almaguer
- Dr. Cs. Pedro José Astraín Rodríguez
- Dr.C Roberto Rodríguez Córdova

## Profesores de Mérito
- Dr. C. Osmundo Héctor Rodríguez Pérez
- Dr. C. Roberto Rodríguez Córdova
- Dr. C. Pedro Valiente Sandó
- Dr. C. Carlos Antonio Córdova Martínez
- Dr. C. Miguel Ángel Tamayo Fajardo
- Dr. C. Prudencio Alberto Leyva Figueredo